# Eutanyacra pycnopus
Eutanyacra pycnopus är en stekelart som beskrevs av Heinrich 1961. Eutanyacra pycnopus ingår i släktet Eutanyacra och familjen brokparasitsteklar. Inga underarter finns listade i Catalogue of Life.